# 柏の葉
柏の葉（かしわのは）は、千葉県柏市の地名。現行行政地名は柏の葉一丁目から柏の葉六丁目。郵便番号は277-0882。

## 地理
全域が柏通信所跡土地区画整理事業によって開発された区域である。
一丁目から三丁目は三井不動産、千葉県住宅供給公社 (3.5ヘクタール)、住宅・都市整備公団（現：都市再生機構・6.3ヘクタール）による計画住宅地「柏の葉公園住宅」となっており、四丁目に千葉県立柏の葉公園（柏の葉公園総合競技場、さわやかちば県民プラザ）、市立十余二小学校、五丁目に東京大学柏キャンパス、東京大学柏IIキャンパス、東葛テクノプラザ、六丁目に千葉大学柏の葉キャンパス（環境健康フィールド科学センター）、財務省税関研修所、千葉県立柏の葉高等学校、警察庁科学警察研究所、国立がん研究センター東病院などがある。
また、柏の葉公園住宅の中を通る「ふれあいの小道」では毎年8月第3土曜日にこの地域の住民が主催する「柏の葉まつり」が開催される。八重桜並木整備協議会の手により、隣接する若柴にある柏の葉キャンパス駅から県立柏の葉公園に至るエリアに八重桜の並木が植えられている。

### 地価
住宅地の地価は、2017年（平成29年）1月1日の公示地価によれば、柏の葉1丁目6番14の地点で16万9000円/m2となっている。

## 歴史

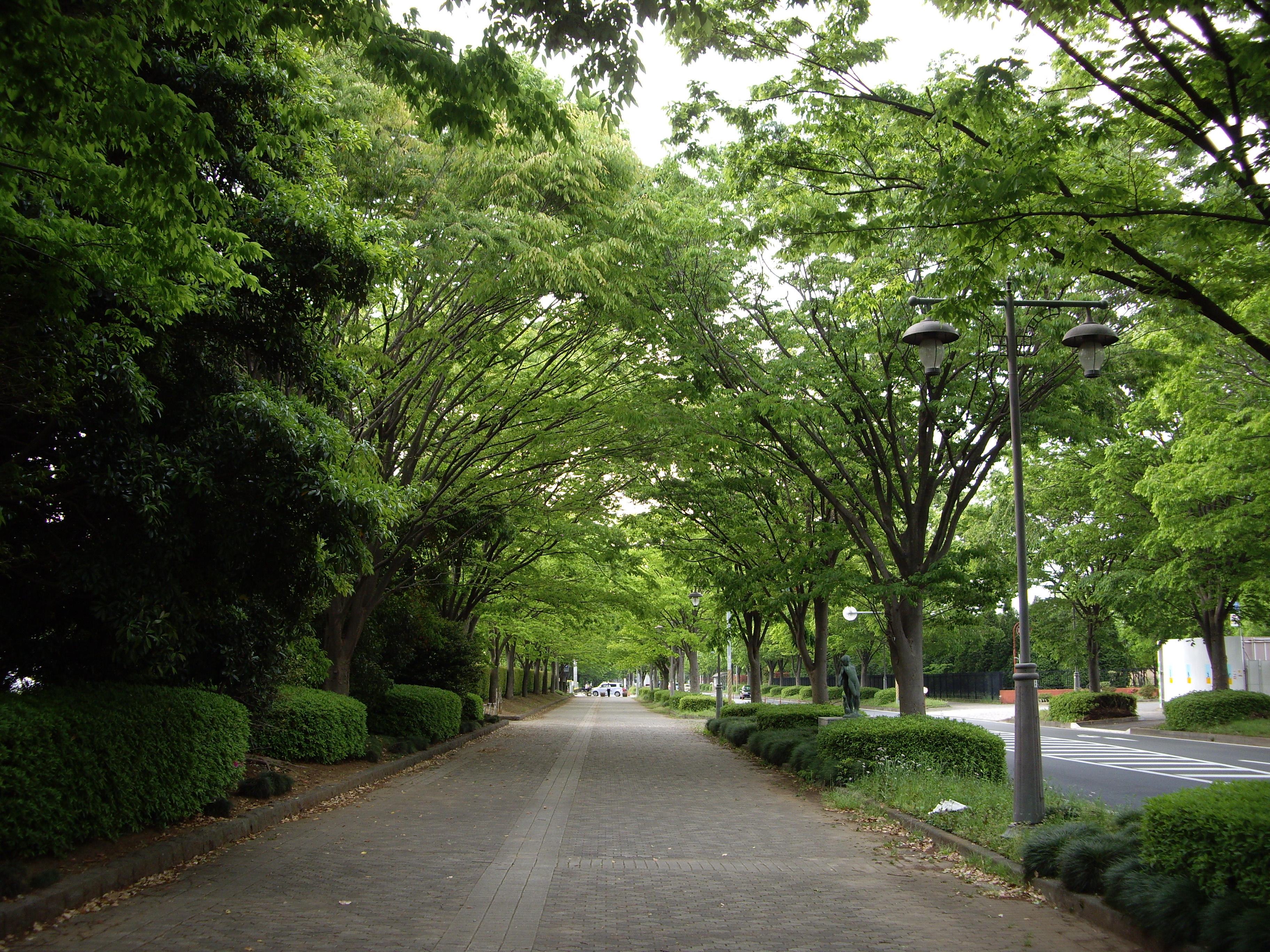
柏の葉公園通り（柏の葉四丁目）

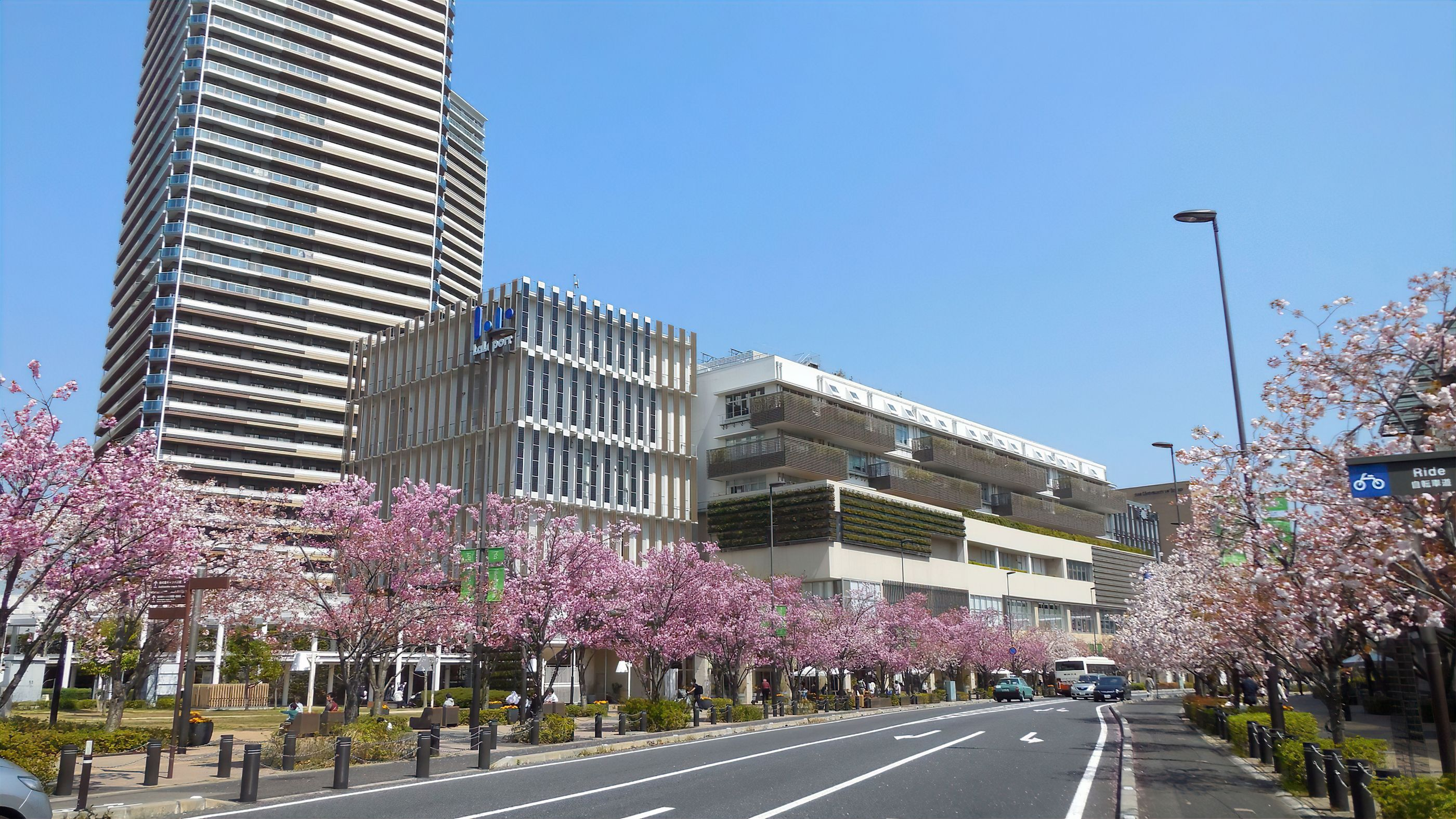
柏の葉キャンパス駅前の通り

現在の柏の葉周辺は江戸時代までは高田台牧として馬を放牧していた土地で、明治以降は明治維新による東京窮民救済の一環として開墾され、畑作を中心とした農地となった。
その後、柏周辺の地域振興策として軍施設の誘致計画が持ち上がった結果、要地防空のための施設を首都近郊に求めていた陸軍との思惑が一致し、1938年（昭和13年）に1,500m滑走路と50万坪以上の面積を持つ陸軍柏飛行場（東部第105部隊）が建設され、敗戦までに5つの飛行戦隊が基地として使用した。空襲が激化した大戦末期には藤ヶ谷飛行場（現・海上自衛隊下総航空基地）や松戸飛行場（現・陸上自衛隊松戸駐屯地）と共にB-29の邀撃のための基地として使用されたほか、B-29邀撃を目的とした試作ロケット機「秋水」の開発実験にも使用された。
敗戦後、1945年（昭和20年）10月から同年末まで米軍占領下にあり、同時に食糧不足解消のため引揚者や旧軍人、周辺の旧小作農などが入植、農地として受渡され開墾が始まったが、朝鮮戦争の勃発により再び米軍に通信施設用地として接収された。これに対し強い反発が起きたが、最終的に使用条件を設けることで交渉が妥結し、1954年（昭和29年）米軍柏無線送信所（後の柏通信所）が建設された。
その後、使用条件が変更されて民有地の買収が行われたため、ごく一部を除き多くの開拓農民や居住者がこの場所を去ったものの、1973年（昭和48年）3月31日には道路用地として土地2,275.16m2が一部返還され、さらに、1977年（昭和52年）9月30日には柏通信所の中心部を除く南北に分断された大規模な土地が返還された。残された土地は米沿岸警備隊極東支部の管轄に移り、船舶などの方向支援施設であるロランC局が建設される計画が発表されたが、ロランC局は核兵器搭載の潜水艦を支援する施設であり、有事の際は攻撃目標になる危険が高いとして、地元団体や革新勢力を主体とする強い反対運動が起き、また一方で周辺地域への電波障害を防止する手段を実施することが技術的・財政的に困難なことから、米軍はロランC局の建設を中断し、1979年（昭和54年）8月14日に全面返還に至った。
跡地の利用については、1975年（昭和50年）6月に衆議院内閣委員会で防衛施設庁長官より「土地利用計画が具体化すれば（柏通信所の返還について）米軍側と折衝する」旨の答弁があったことから、返還前より利用計画策定に向けて協議・検討が重ねられ、1976年（昭和51年）には県知事を会長とする「米空軍柏通信所跡地利用促進協議会」が発足、1979年（昭和54年）12月に柏市作成の跡地利用計画素案を元に策定された跡地全面積（188ヘクタール）の利用による施設配置計画案の説明が大蔵省に対し行われた。しかし、大蔵省は米軍基地の跡地利用について、1976年（昭和51年）6月の国有財産中央審議会答申における「三分割有償処理方式」が前提であるとして計画の再検討を指示したため、福祉施設・公営墓地用地などをはじめとした地元利用分を計画案から削減、広域都市公園用地も当初案の60ヘクタールから45ヘクタールに縮小し、国の官公庁施設用地を増やして留保地を設けるという大蔵省が内示した案で合意することとなった。
また、1982年（昭和57年）1月には、国から公団住宅を国利用地内に導入するよう申し入れがあった。公共・公益性を重視するため「原則として人口定着を伴わない施設」という跡地利用の基本的方針があったが、地元利用地として小学校用地を追加し、都市基盤設備の整備を公団の「関連公共施設整備費立替制度」により実施することで地元財政負担の軽減を図るため、公団住宅は受け入れられることになった。
この間、計画案の再検討を余儀なくされたために、民有地を除く大部分が長期にわたって未利用のままの状態にあったため、建築廃材やごみの不法投棄が各所で散見されるなど跡地は次第に荒廃した様相を呈し、1982年（昭和57年）8月18日には殺人・死体遺棄事件が発生するなど、治安や防犯の問題が憂慮される事態に至っていたが、同年11月に「柏通信所返還国有地の処理について」が国有財産中央審議会から答申され、これに基づき1983年（昭和58年）12月に都市計画が決定、1984年（昭和59年）3月、土地区画整理事業が公示された。
同年3月30日から1990年（平成2年）11月にかけて、柏市大字中十余二字元山の全域と大字十余二字南前山の一部（さらにその一部は1969年（昭和44年）11月1日に流山市大字駒木新田字南台中・字南台東から柏市に編入され、柏市大字駒木新田字南台中・字南台東となり、1970年（昭和45年）2月10日に大字十余二字南前山に編入されている）において柏通信所跡土地区画整理事業が行われ、事業完了4か月後の3月24日に柏の葉一丁目 - 六丁目に町名変更が行われた。柏市の市街地は住居表示地域が多いが、柏の葉一丁目 - 六丁目は地番整理が行われている。その後も首都圏新都市鉄道つくばエクスプレスが隣接する若柴を通過することとなり、2005年（平成17年）8月24日のつくばエクスプレス開業と同時に、若柴に柏の葉キャンパス駅が開業する。現在では、柏の葉の名称は柏の葉一丁目 - 六丁目だけでなく、柏の葉キャンパス駅周辺を指した広義的な地域名のようにも使用され、隣接する若柴、十余二、中十余二、正連寺で行われている柏北部中央地区一体型特定土地区画整理事業区域では「柏の葉国際キャンパスタウン」の建設が行われている。

### 現在・柏の葉と近隣での先進的な取り組み
《柏の葉スマートシティ》
柏の葉はスマートシティの実現に向けてLIFE SCIENCE・MOBILITY・ENERGYの3つのカテゴリーに注力した先進の街づくりに取り組んでいる。
LIFE SCIENCE
ライフサイエンス協議会（大学や国立がん研究センターなど）・ベンチャー企業・業界団体による医療分野での先進的開発を進めている
MOBILITY
交通手段の多様化を図り、街の利便性を高めるとともに、手動運転よりも安心・安全な自動運転を実現し、未来のモビリティを日常にすること。そんな目標を掲げ、「柏の葉スマートシティ」では、私有地でのテスト走行はもちろん、公道での実証実験も可能な開発研究環境を整えている。
ENERGY
「創エネ」、「電力安定化」、「グリーン電力の一般利用」
オフィス、商業施設、住宅などあらゆる機能がコンパクトにまとまっているこの街の特性を生かして実証実験に取り組んでいる。
省エネとBCP（事業継続計画）。ふたつの視点から構築されたAEMSは、2014年から運用を開始。日本で初めて街区を越えた電力融通を実現し、地域エネルギーの一元管理を行うものとしている。
《柏の葉国際キャンパスタウン構想》
柏の葉国際キャンパスタウン構想は、柏の葉キャンパス駅周辺約13平方キロメートルのエリアを対象とした、先進的な都市づくりを目指す構想である。2008年に千葉県、柏市、東京大学、千葉大学の4者によって策定され今日に至っている。 「国際的な学術・教育・文化空間の形成」など8つ目標を掲げている。
《柏の葉KOIL》
柏の葉KOIL（コイル）は、起業家やクリエイター、学生など、様々な人々が集い、交流・共創を通じて新たな価値を生み出すための施設である。正式名称は「柏の葉オープンイノベーションラボ」で、三井不動産株式会社によって運営されている。
住宅、商業施設、オフィス、ホテル、病院、大学、公園等、柏の葉スマートシティの街全体を舞台として、新たな製品・サービスの社会実装段階における実証プロジェクトを受け入れるプラットフォームの構築を図っている。

先進の街づくり
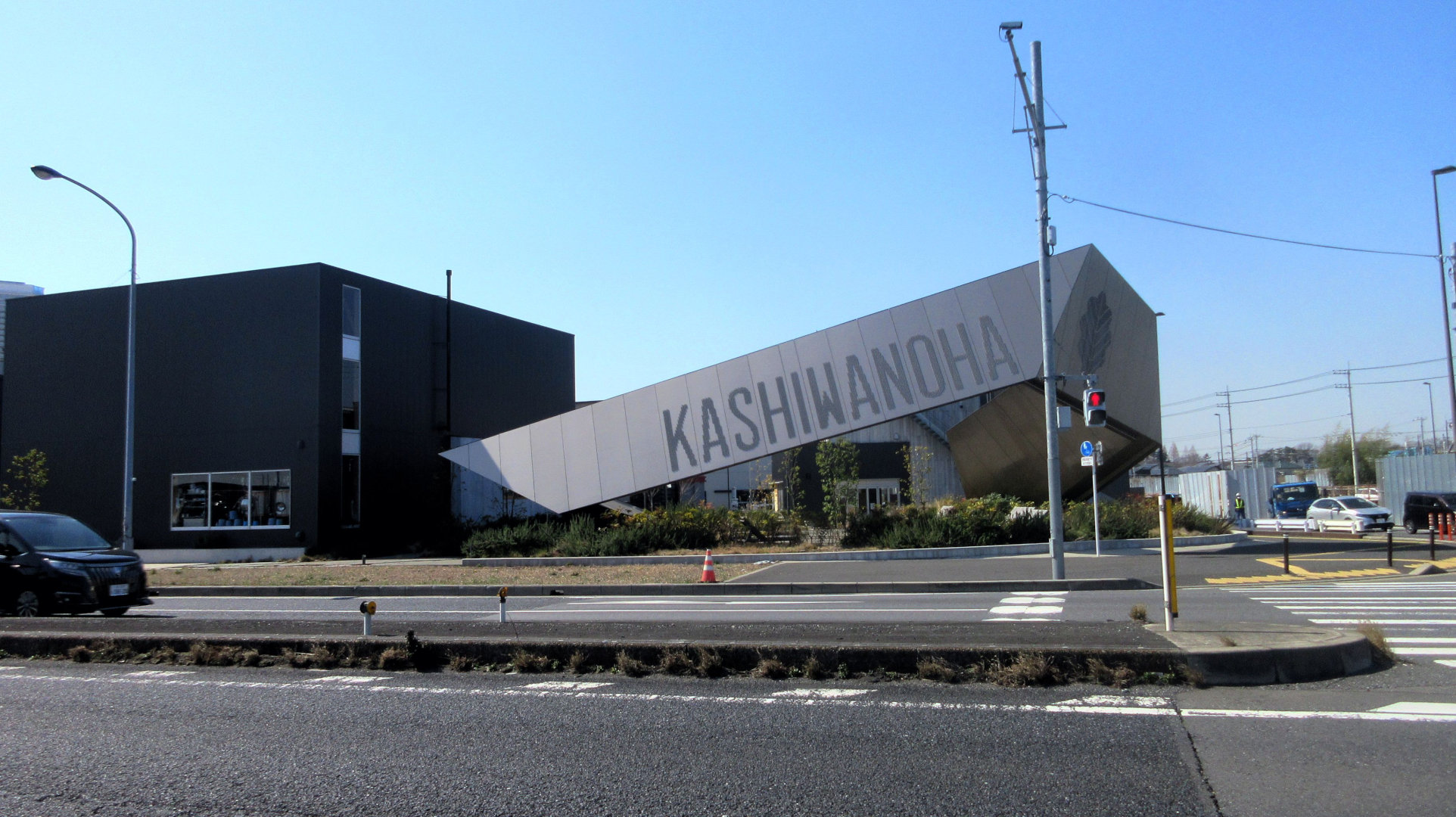
KASHIWANOHA KOIL16 01
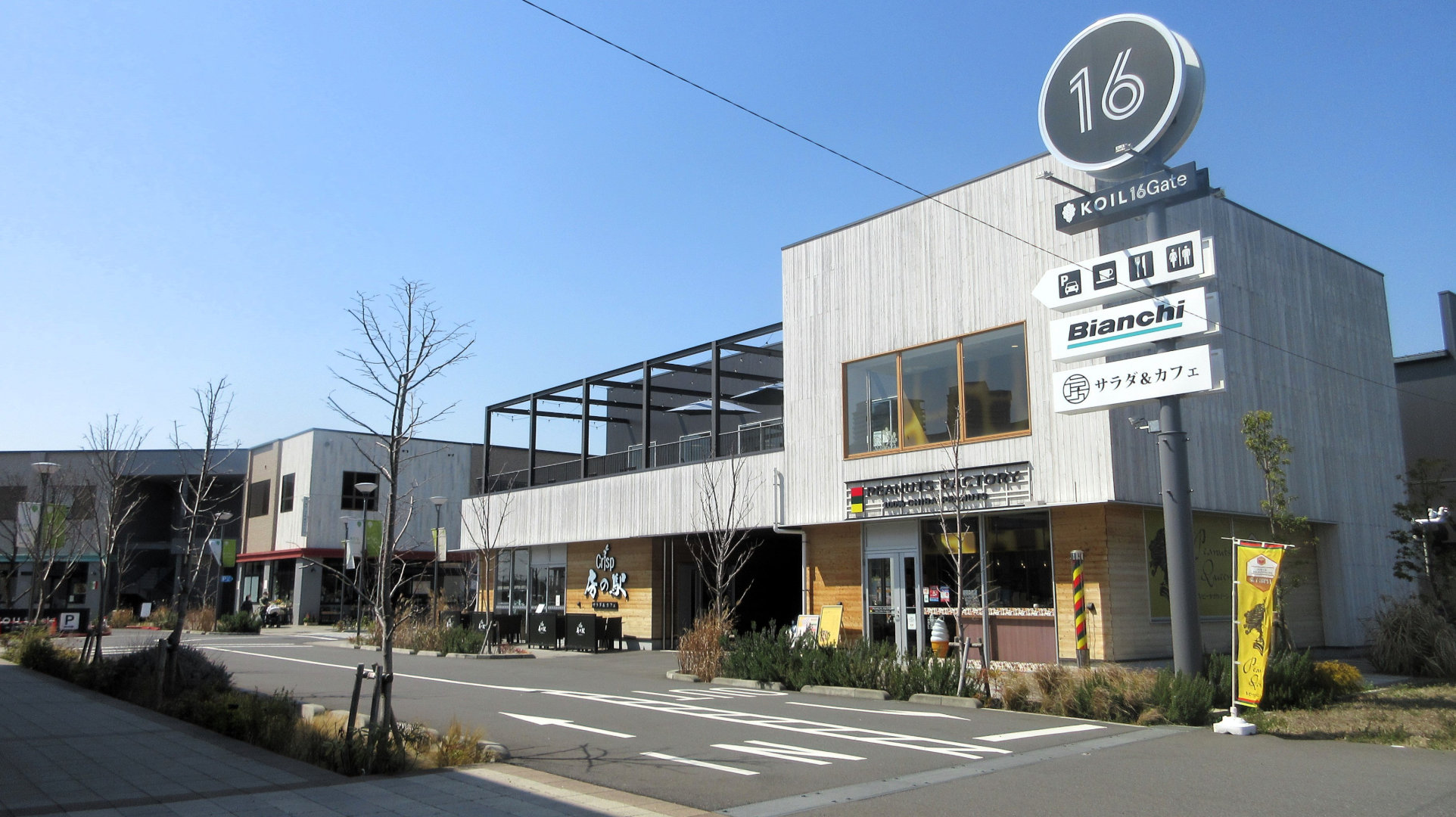
KASHIWANOHA KOIL16 02
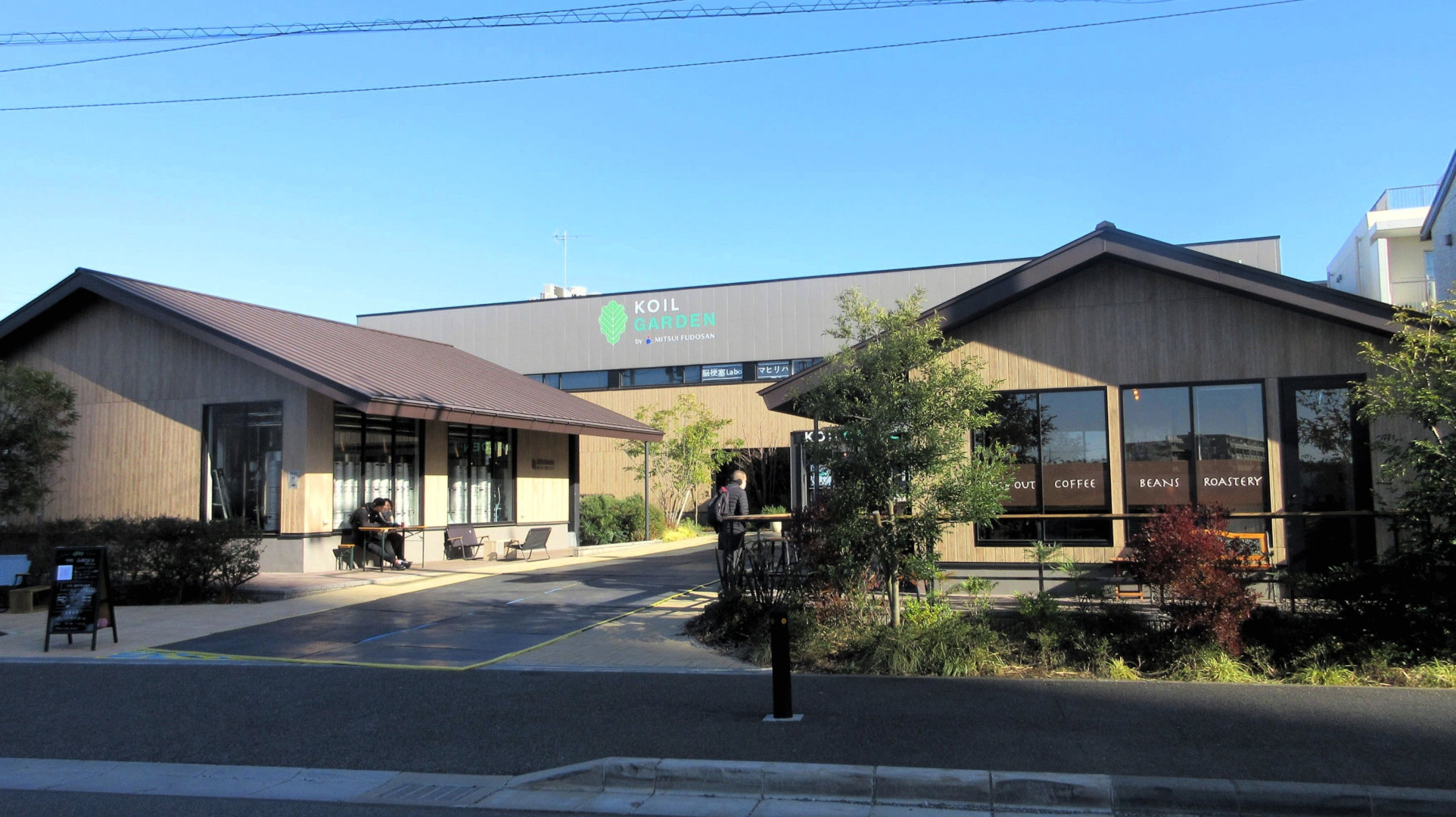
KOIL GARDEN
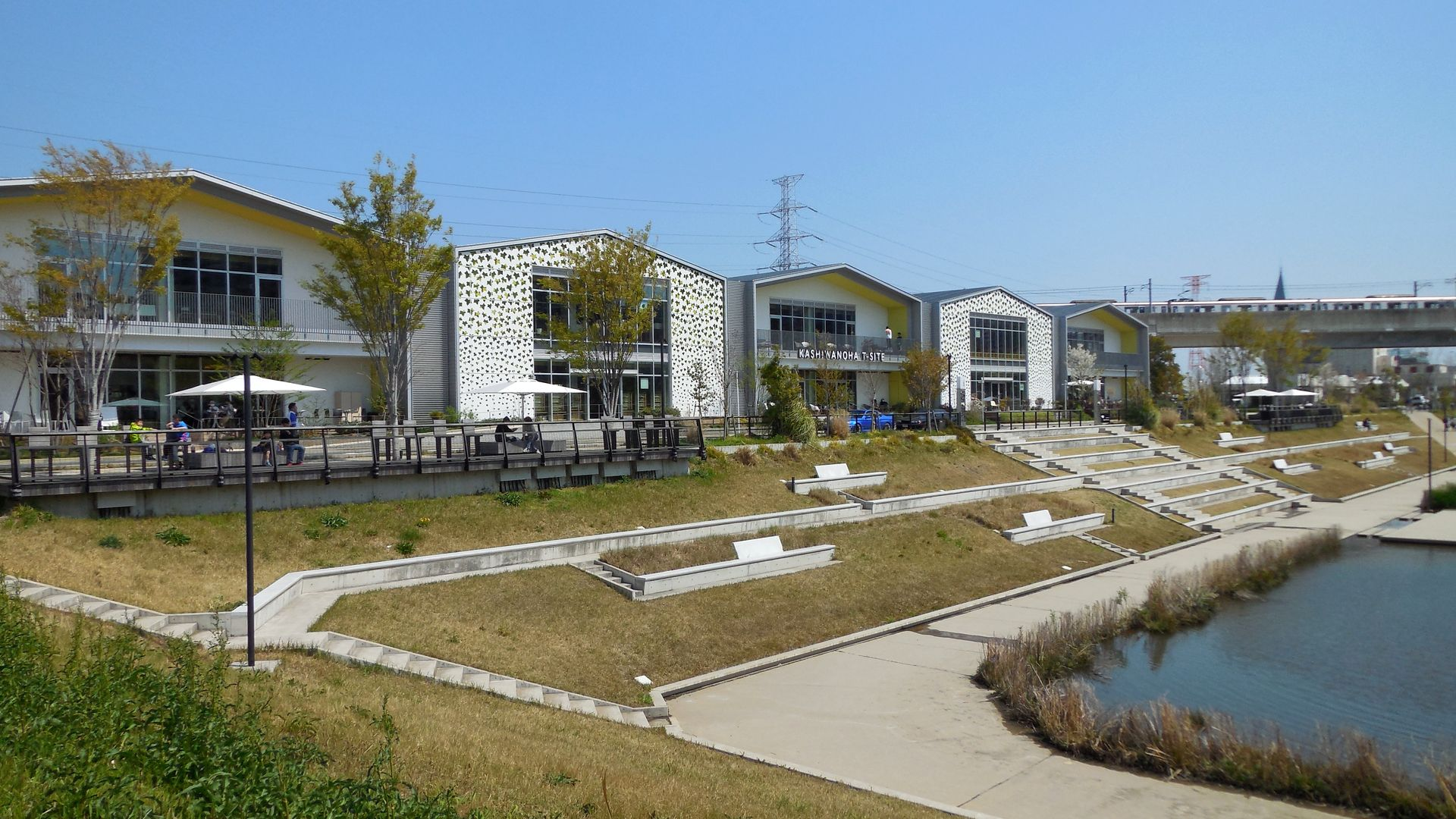
KASHIWANOHA T-SITE
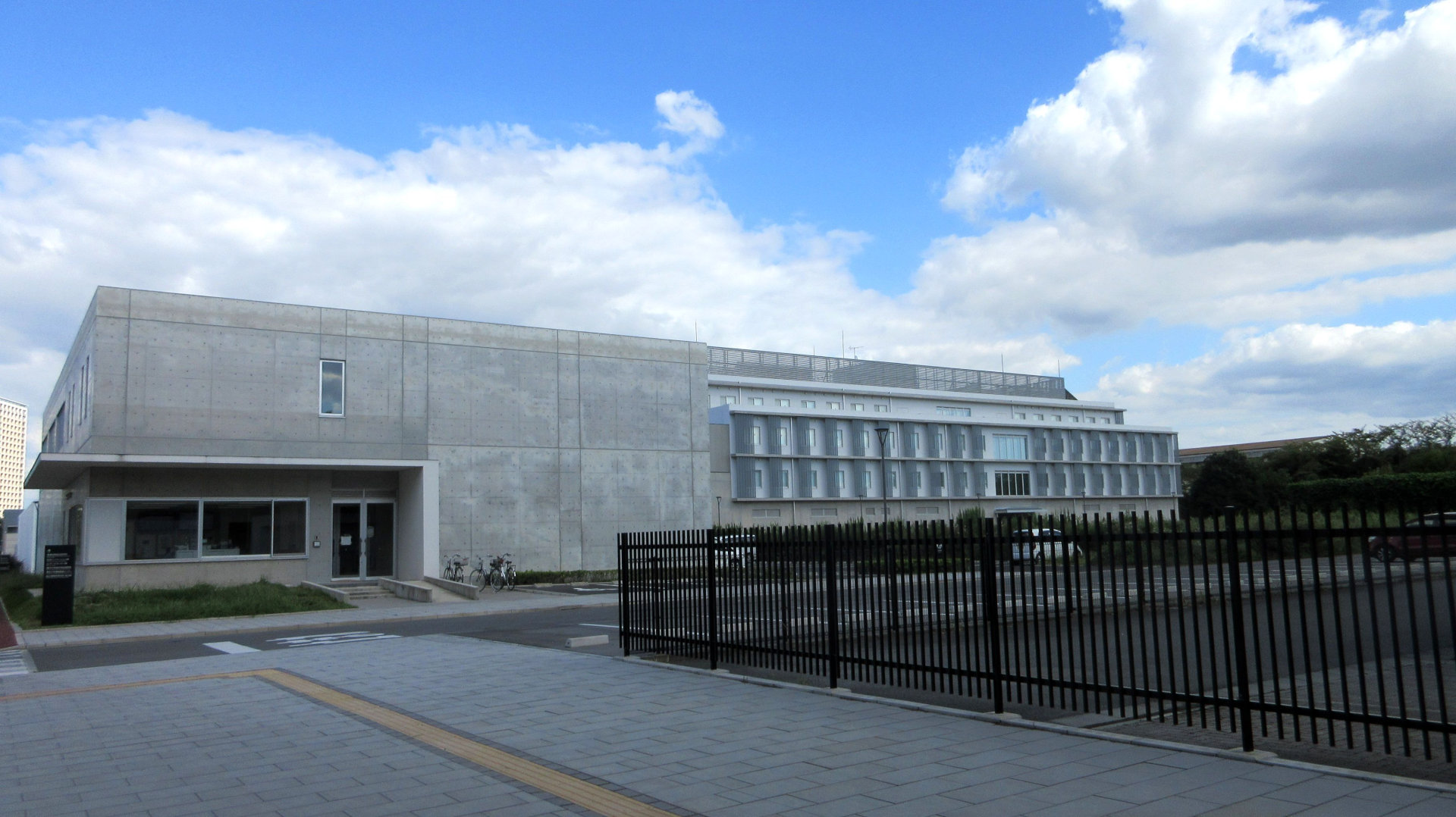
東京大学 柏Ⅱキャンパス
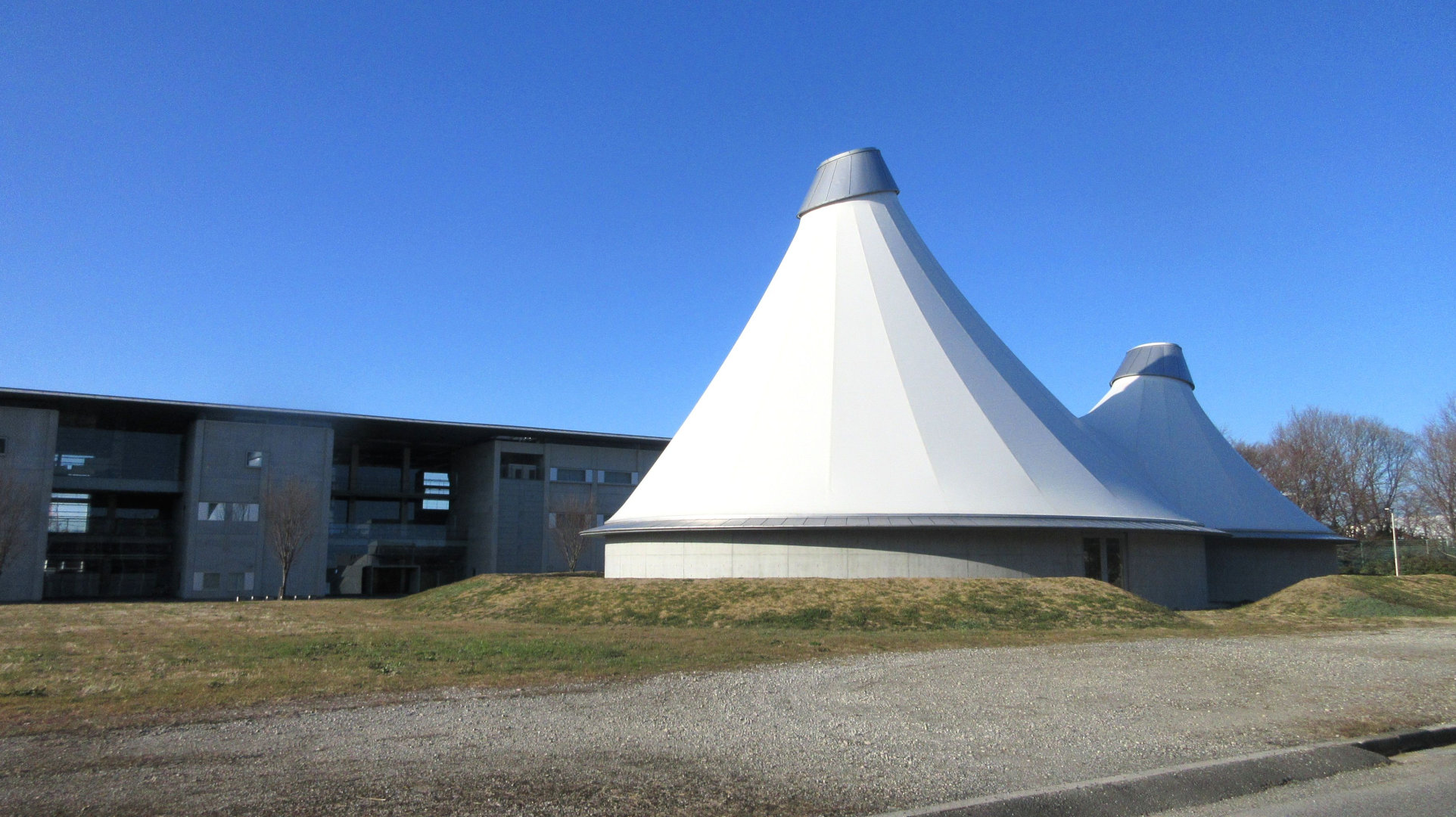
柏キャンパス(生産技研) テンセグリティ構造モデルスペース

### 地名の由来
先行して整備された、千葉県立柏の葉公園より。柏の葉公園の名称の由来は、柏の木が厳しい冬を越えて新芽が出るまでの間、前の葉が落ちずにい続けることに因んだもので、1985年（昭和60年）時に柏市立田中北小学校の教頭であった斎藤博孝によって命名された。

### 沿革
- 1969年（昭和44年）11月1日 - 流山市大字駒木新田字南台中・字南台東を柏市に編入。当該部分が柏市大字駒木新田字南台中・字南台東となる。
- 1970年（昭和45年）2月10日 - 柏市大字駒木新田字南台中・字南台東を柏市大字十余二字南前山に編入。
- 1984年（昭和59年）3月30日 - 柏通信所跡土地区画整理事業施行。
- 1990年（平成2年）3月24日 - 柏市大字中十余二字元山の大部分、大字十余二字南前山の一部（柏通信所跡土地区画整理事業施行区域）より、柏の葉一丁目 - 六丁目を新設。
- 2018年（平成30年）9月22日 - 柏インター第一地区土地区画整理事業に伴い、柏の葉五丁目の一部を分離し、柏インター南を設置[10]。

### 町名の変遷
| 実施後       | 実施年月日    | 実施前（各大字ともその一部）                                           |
| ------------ | ------------- | ---------------------------------------------------------------------- |
| 柏の葉一丁目 | 1990年3月24日 | 中十余二字元山                                                         |
| 柏の葉二丁目 | 1990年3月24日 | 中十余二字元山                                                         |
| 柏の葉三丁目 | 1990年3月24日 | 中十余二字元山、十余二字南前山（現在の9、10番地及び8、13番地の各一部） |

## 世帯数と人口
2018年（平成30年）10月31日現在の世帯数と人口は以下の通りである。
| 丁目         | 世帯数    | 人口    |
| ------------ | --------- | ------- |
| 柏の葉一丁目 | 206世帯   | 463人   |
| 柏の葉二丁目 | 403世帯   | 1,088人 |
| 柏の葉三丁目 | 368世帯   | 898人   |
| 柏の葉五丁目 | 318世帯   | 866人   |
| 柏の葉六丁目 | 480世帯   | 809人   |
| 計           | 1,775世帯 | 4,124人 |

## 小・中学校の学区
市立小・中学校に通う場合、学区は以下の通りとなる。
| 丁目         | 番地 | 小学校             | 中学校           |
| ------------ | ---- | ------------------ | ---------------- |
| 柏の葉一丁目 | 全域 | 柏市立十余二小学校 | 柏市立西原中学校 |
| 柏の葉二丁目 | 全域 | 柏市立十余二小学校 | 柏市立西原中学校 |
| 柏の葉三丁目 | 全域 | 柏市立十余二小学校 | 柏市立西原中学校 |
| 柏の葉四丁目 | 全域 | 柏市立十余二小学校 | 柏市立西原中学校 |
| 柏の葉五丁目 | 全域 | 柏市立十余二小学校 | 柏市立西原中学校 |
| 柏の葉六丁目 | 全域 | 柏市立十余二小学校 | 柏市立西原中学校 |

## 施設
- 千葉県立柏の葉公園
  - 柏の葉公園球場
  - 柏の葉公園総合競技場
  - さわやかちば県民プラザ
- 東京大学柏キャンパス
  - 新領域創成科学研究科
  - 物性研究所
  - 宇宙線研究所
  - 大気海洋研究所
  - 柏IIキャンパス
  - 生涯スポーツ健康科学研究センター
- 千葉大学柏の葉キャンパス
- 財務省税関研修所
- 財務省関税中央分析所
- 国土交通大学校
- 警察庁科学警察研究所
- 千葉県警察第三機動隊
- 東葛テクノプラザ
- 中小企業基盤整備機構東大柏ベンチャープラザ
- 国立がん研究センター東病院
- 柏市立十余二小学校
- 千葉県立柏の葉高等学校
- ラグビースクールジャパン
- 柏の葉公園住宅
- 柏の葉アーバンデザインセンター (UDCK)

### ギャラリー

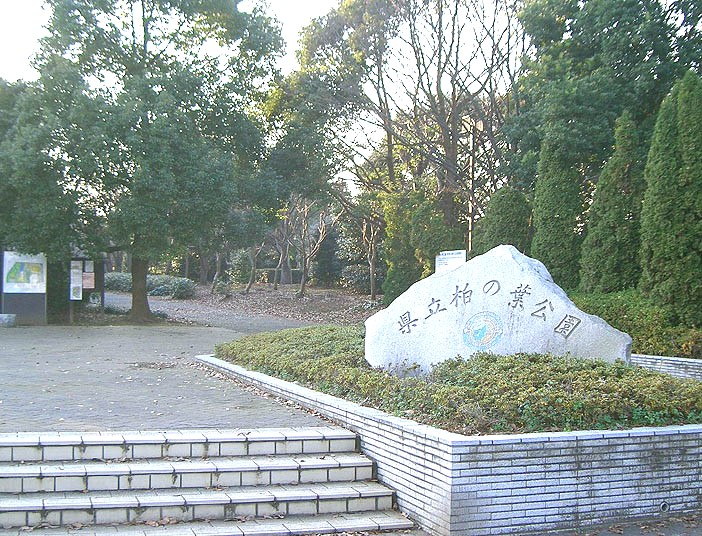
柏の葉公園
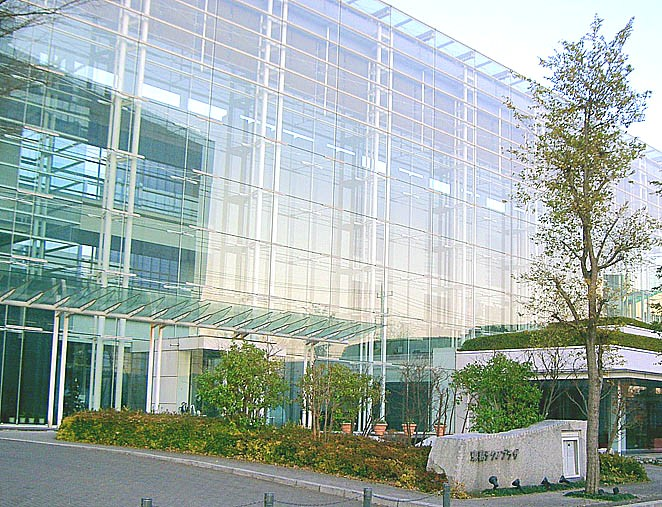
東葛テクノプラザ
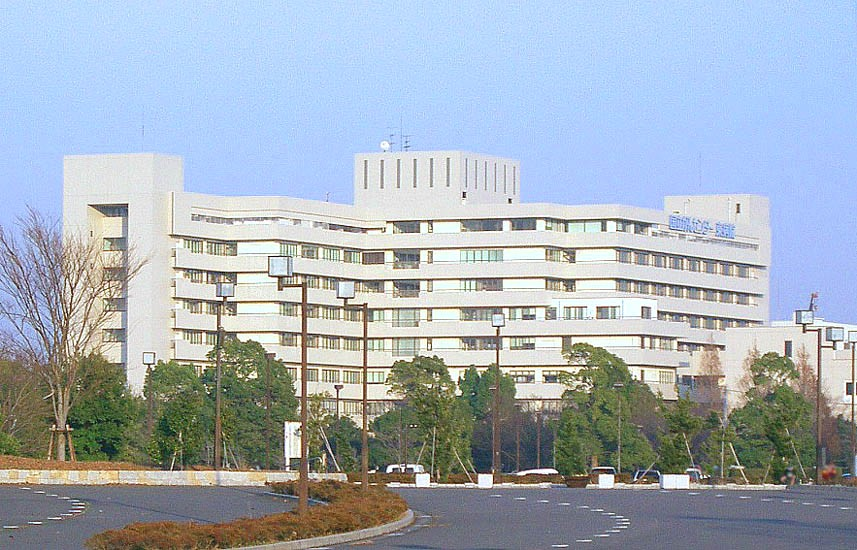
国立がん研究センター東病院
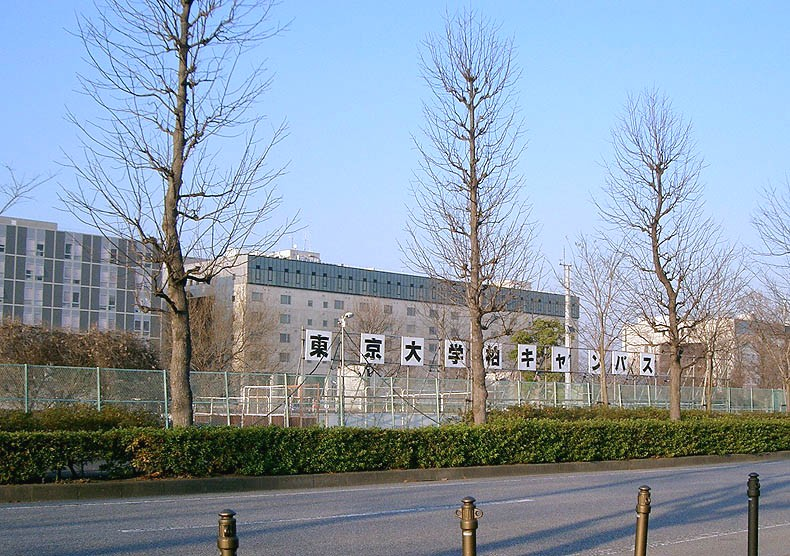
東京大学柏キャンパス
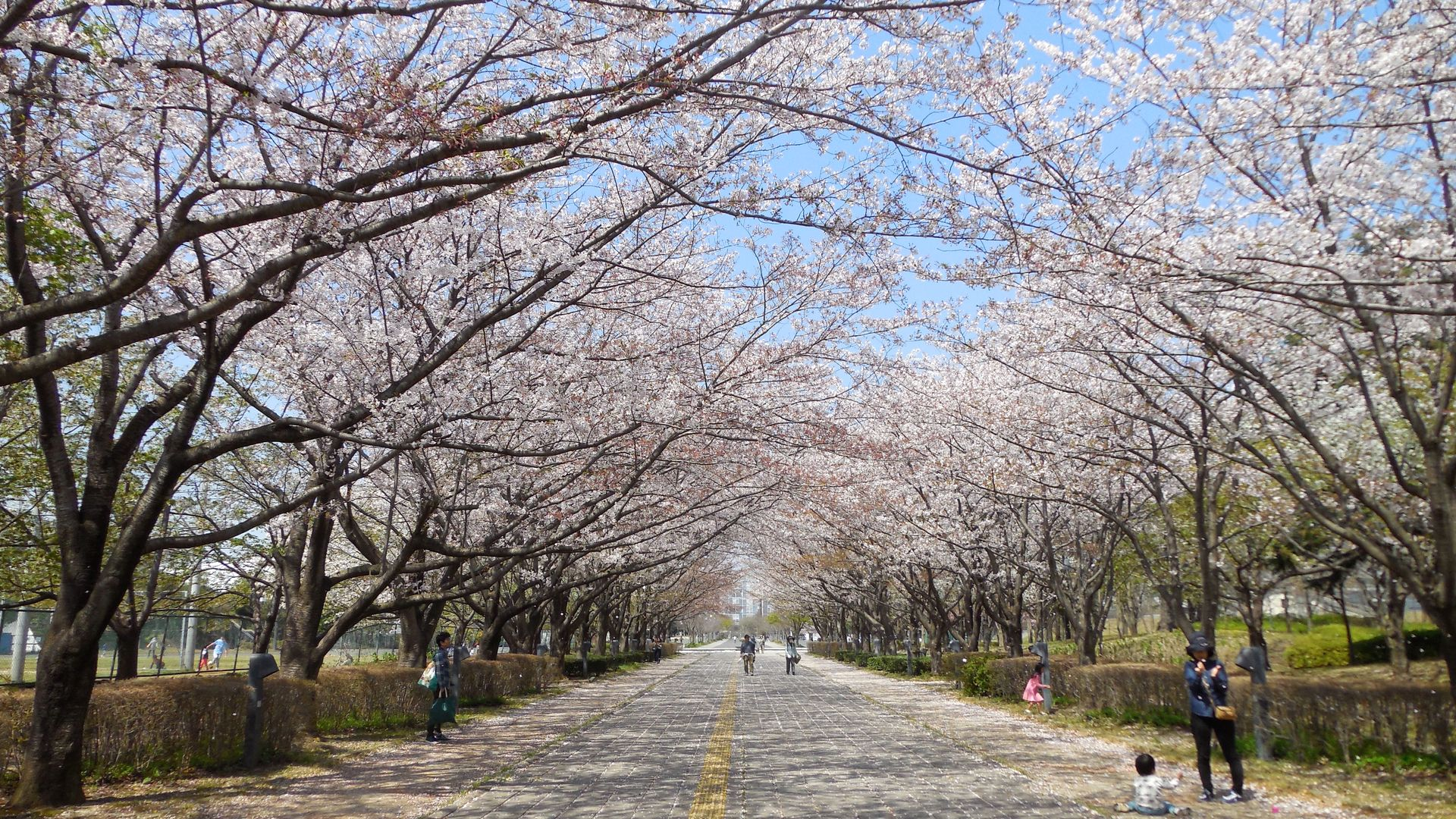
桜が咲き誇る柏の葉公園
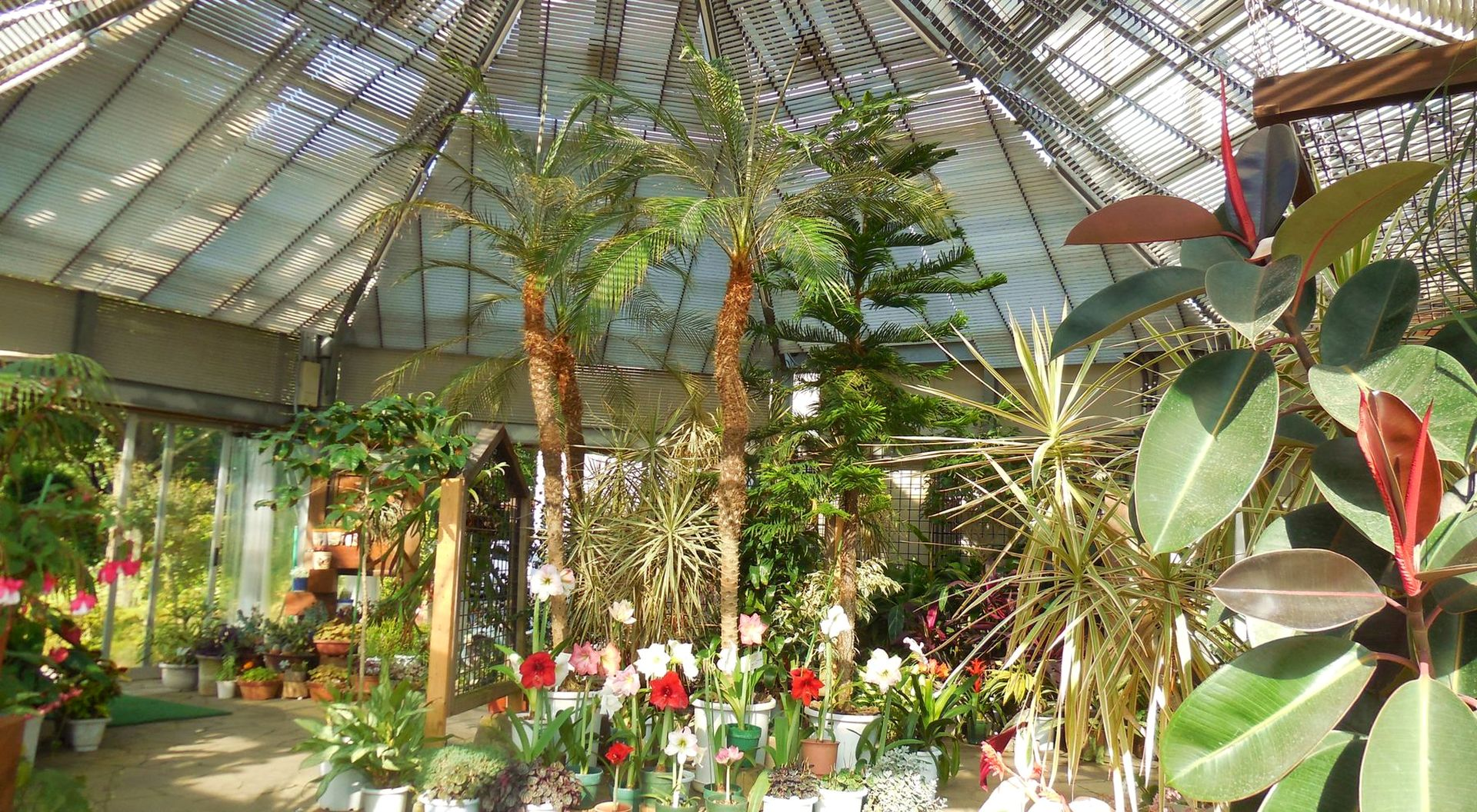
公園センターに隣接するグリーンルーム
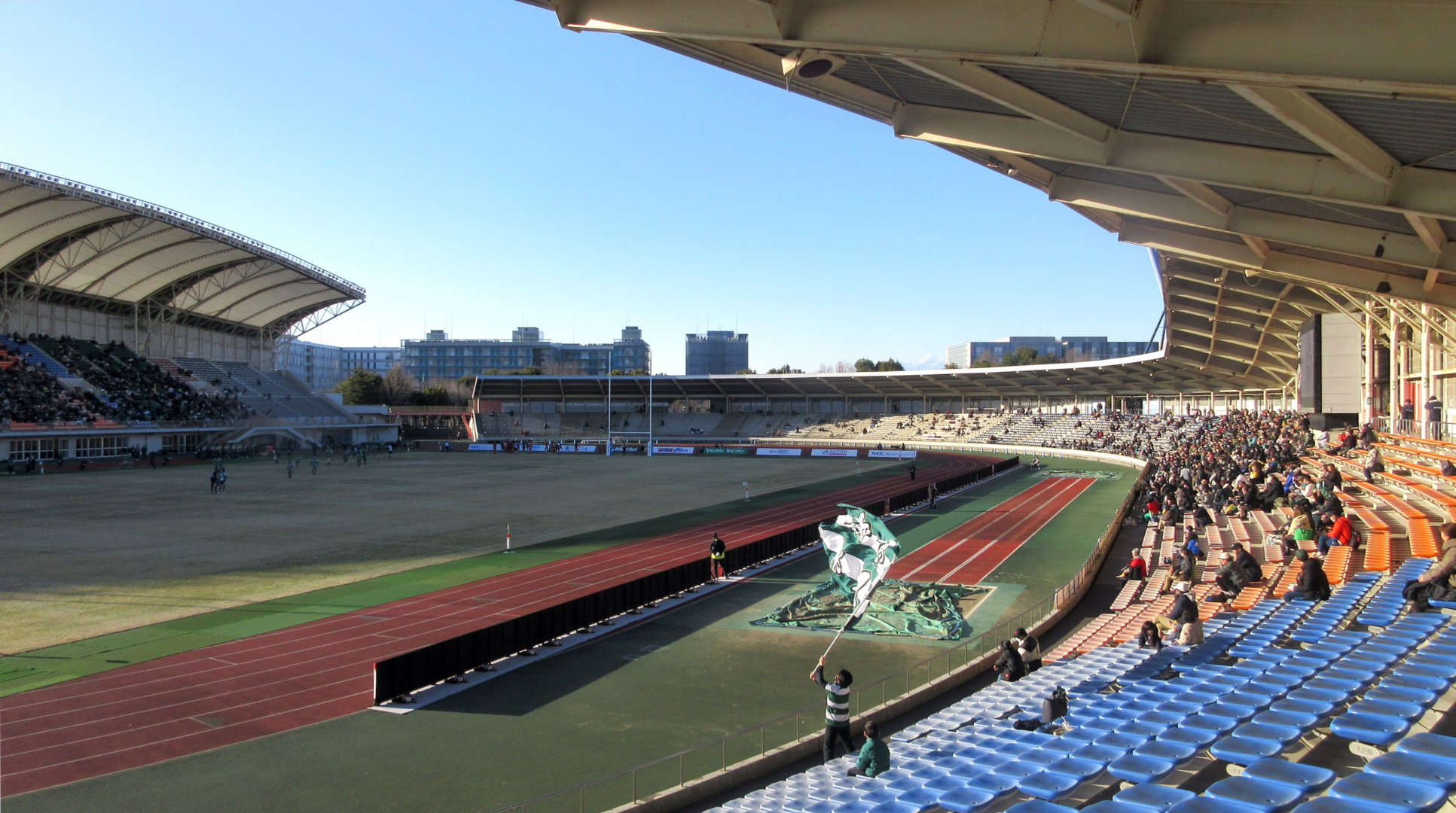
柏の葉公園総合競技場

## 交通

### 鉄道
- つくばエクスプレス柏の葉キャンパス駅下車。
- 東武野田線江戸川台駅下車徒歩約25分。又は東武バスイースト柏の葉キャンパス駅西口行き乗車、目的地の各バス停で下車（系統番号西柏04）。

### バス
- JR常磐線・東武野田線柏駅西口より、東武バスイースト（国立がん研究センター行き・柏の葉キャンパス駅東口・西口行き）に乗車（系統番号柏44・西柏01・西柏02・柏09）。
  - 柏の葉地区の目的地により、「十余二」「柏西高校前」「柏の葉公園中央」「税関研修所」「柏の葉公園北」「東大前」「柏の葉公園」「柏の葉公園西」「柏の葉公園住宅前」「三井住宅前」「国立がん研究センター」「一号近隣公園」「キャンパス駅入口」「柏の葉キャンパス駅東口・西口」「若柴西」の各バス停で下車。
- 羽田空港より、東武バスイーストまたは京浜急行高速バス柏駅西口行き乗車、「国立がん研究センター」の各バス停で下車（乗車時間約1時間15分）

### 自動車
- 常磐自動車道柏ICより国道16号柏市街、千葉市方面に進み、工業団地入口交差点右折。柏ICより車で5分（渋滞時除く）。